# Segunda Batalha do Somme

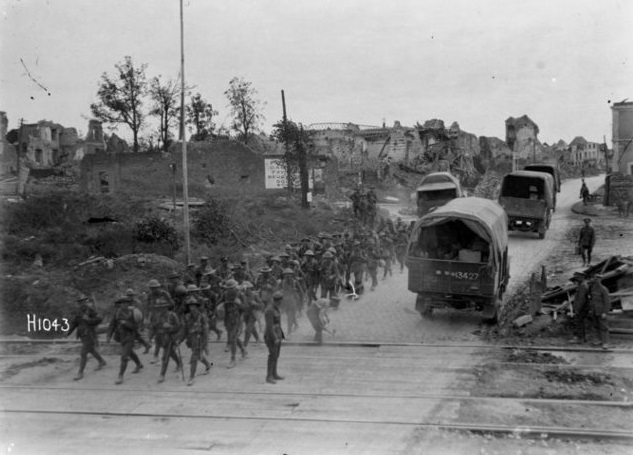
Tropas neozelandesas do Império Britânico, em setembro de 1918.

A Segunda Batalha do Somme, travada em 1918, foi uma batalha lutada nas fases finais da Primeira Guerra Mundial, na Frente Ocidental, entre agosto e setembro, na bacia do Rio Somme. Foi parte de uma série de bem sucedidos contra-ataques por parte dos Aliados, em resposta a Ofensiva de Primavera alemã.

## A batalha
No começo de agosto, os alemães foram detidos no Marne, pausando de vez sua grande Ofensiva de Primavera de 1918. Os Aliados logo se puseram a contra-atacar, com o marechal francês Ferdinand Foch exigindo que o comandante geral britânico, Sir Douglas Haig, enviasse reforços para sustentar as ofensivas aliadas durante a Batalha de Amiens. Haig, contudo, se recusou, sabendo que os alemães já estavam movendo suas reservas para proteger o setor. Ele preferiu reunir seus homens para atacar o rio Somme, mobilizando uma tropa britânica, canadense e australiana, apoiada pelo 2º Corpo do Exército dos Estados Unidos.
Em 21 de agosto de 1918, os britânicos atacaram a cidade de Bapaume, ao norte do Somme, dando início a ofensiva. O ataque inicial foi bem sucedido, forçando os alemães a recuar 55 km. A 26 de agosto, os Aliados avançaram 12 km em Arras. Três dias depois, Bapaume caiu em mãos britânicas. Em 31 de agosto, tropas australianas cruzaram, em peso, o rio Somme e quebraram as linhas alemãs durante a Batalha do Monte Saint-Quentin. Os australianos ainda tomaram, quase ao mesmo tempo, a importante cidade de Péronne. O general Henry Rawlinson, comandante do 4º Exército Britânico, descreveu os avanços australianos de 31 de agosto—4 de setembro como "alguns dos maiores feitos militares da guerra".
A 2 de setembro, os canadenses, após uma dura batalha, avançaram sobre as linhas alemãs de Drocourt-Quéant, a oeste da Linha Hindenburg. Para conquistar esta vitória, os canadenses perderam 5 600 homens, mas foi reportado que eles infligiram "pesadas baixas" nos alemães, fazendo ao menos 6 000 prisioneiros. Neste mesmo dia, o general Erich Ludendorff ordenou que o exército alemão recuasse até o Canal du Nord, no departamento Norte da França, revertendo assim quase todos os progressos que os alemães fizeram durante sua Ofensiva de Primavera. No fim de setembro, os Aliados atacariam Canal du Nord diretamente e conquistariam outra vitória.